# Grandmaster Flash
Joseph Saddler (Bridgetown, 1 de janeiro de 1958), mais conhecido como Grandmaster Flash, é um artista de hip hop e DJ. É considerado um dos pioneiros do hip-hop e da mixagem. Foi um dos principais divulgadores do scratch, efeito sonoro obtido com a manipulação do vinil em contato com a agulha do toca discos, movendo-o para frente e para trás, ritmadamente. Grandmaster Flash and the Furious Five foram introduzidos no Hall da Fama do Rock and Roll em 2007, tornando-se o primeiro representante do hip hop a ser honrado.
A família de Joseph Saddler emigrou para os Estados Unidos de Barbados, no Caribe. Ele cresceu no Bronx, em Nova York, onde frequentou a Samuel Gompers High School, uma escola vocacional pública. Lá, ele aprendeu a consertar equipamentos eletrônicos. Os pais de Saddler tiveram um papel importante em seu interesse pela música. Seus pais vieram de Barbados e seu pai era um grande fã dos registros caribenhos e afro-americanos. Quando criança, Saddler ficou fascinado pela coleção de discos de seu pai. Em uma entrevista, ele refletiu: "Meu pai era um colecionador de discos muito pesado. Ele ainda acha que tem a coleção mais forte. Eu costumava abrir seus armários e apenas assistir a todos os discos que ele tinha. Eu costumava ter problemas para tocar seus discos, mas eu voltaria e os incomodaria. "O interesse precoce de Saddler pelo DJing veio desse fascínio pela coleção de discos de seu pai, assim como pelo desejo de sua mãe de se educar em eletrônica. Após o colegial, ele se envolveu na cena do DJ de Nova York, participando de festas organizadas pelos primeiros astros, como o DJ Kool Herc
Ele também é sobrinho do falecido Sandy Saddler, um ex-campeão de boxe peso pena.

## Discografia

### Álbuns
| Informação |
| --- |
| The Message - Lançamento: 1982 - Última Certificação RIAA: Platina - Singles: "The Message", "It's Nasty" |
| Greatest Messages - Lançamento: 1984 - Última Certificação RIAA: - Singles: |
| They Said It Couldn't Be Done - Lançamento: 26 de abril de 1985 - Posição nas paradas: #35 Top R&B/Hip Hop - Última Certificação RIAA: Ouro - Singles: "Girls Love The Way He Spins", "Sign Of The Times", "Alternate Groove", "Larry's Dance Theme"                                         |
| The Source - Lançamento: 1986 - Posição nas paradas: #145 US, #27 Top R&B/Hip-Hop Albums, - Última Certificação RIAA: Ouro - Singles: "Style (Peter Gunn Theme)", "Behind Closed Doors" |
| Ba-Dop-Boom-Bang - Lançamento: 1987 - Posição nas paradas: #197 US, #43 Top R&B/Hip-Hop Albums - Última Certificação RIAA: Ouro - Singles: "U Know What Time It Is", "All Wrapped Up" |
| On the Strength - Lançamento: 1988 - Posição nas paradas: #189 US - Última Certificação RIAA: Ouro - Singles: "Gold", "Magic Carpet Ride" |
| Salsoul Jam 2000 - Lançamento: 1997 - Posição nas paradas: não alcançou - Última Certificação RIAA: - Singles: "Spring Rain" |
| Flash Is Back - Released: 1998 - Posição nas paradas: não alcançou - Última Certificação RIAA: - Singles: |
| The Official Adventures of Grandmaster Flash - Lançamento: 29 de janeiro de 2002 - Posição nas paradas: não alcançou - Última Certificação RIAA: - Singles: |
| Essential Mix: Classic Edition - Lançamento: 7 de maio de 2002 - Posição nas paradas: não alcançou - Última Certificação RIAA: - Singles: |
| The Bridge - Concept of a Culture - Lançamento: 24 de fevereiro de 2009 - Posição nas paradas: não alcançou - Vendas nos EUA: 2607 unidades - Última Certificação RIAA: - Singles: Swagger feat. Red Cafe, Snoop Dogg & Lynn Carter - Singles: Shine All Day feat. Q-Tip, Jumz & Kel Spencer |

### Singles
- 1979 – Superappin' (Enjoy 6001) Lado A – Superappin'; Lado B – Superappin' Theme
- 1980 – Freedom (Sugar Hill SH-549) Lado A – vocal; Lado B – instrumental
- 1981 – The Adventures of Grandmaster Flash on the Wheels of Steel (Sugar Hill SH-557)
- 1981 – Scorpio (Sugar Hill SH 118) Lado A – vocal; Lado B – instrumental
- 1982 – Flash To The Beat (Sugar Hill SH 574)
- 1984 – Jesse (Sugar Hill SH 133) Lado A – vocal; Lado B – instrumental
- 1984 – We Don't Work For Free (Sugar Hill SH 136) Lado A – vocal; Lado B – instrumental
- 1988 – Gold (edit) (Elektra EKR 70)
- 1996 – If U Wanna Party (feat. Carl Murray)  (JAM 1002-8)[3][4]